# Američka veslokljunka
Američka veslokljunka (lat. Polyodon spathula), monotipski rod riba iz porodice veslokljunki, dio reda jesetrovki. 
Američka veslokljunka može narasti do 220 cm. a najveća izmjerena težina je 90.7 kg. Živi u bazenu rijeke Mississippi, na dubinama ispod jednog metra. Hrani se planktonom